# Anahita pygmaea
Anahita pygmaea là một loài nhện trong họ Ctenidae.
Loài này thuộc chi Anahita. Anahita pygmaea được Pierre L. G. Benoit miêu tả năm 1977.